# Molnár Rajmund Sándor
Molnár Rajmund Sándor OCist (Rákospalota, 1908. szeptember 15. – Oconomowoc Lake, Wisconsin, USA, 1971. január 11.) gimnáziumi tanár, ciszterci szerzetes, perjel, apát.

## Élete
1924. augusztus 13-án lépett a ciszterci rendbe, 1931. június 27-én ünnepélyes fogadalmat tett, 1932. június 26-án pappá szentelték. 1932-34 között Rómában a Gregoriana hallgatója, 1934-ben hittudományból doktorált. 1934-36 között Zircen apáti jegyző, 1936-45 között Pécsett gimnáziumi hittanár.
1945- ben kivándorolt Magyarországról. 1946 áprilisában érkezett az Egyesült Államokba. 1947. június 1-én a Spring Bank-i kolostor  priorja lett Oconomowocban (Wisconsin) Ide érkeztek később szerzetesek a kommunizmus elől a zirci apátságból, akik később megalapították az Our Lady of Dallas kolostort Irvingben (Texas). 1957-ben elkezdte egy új kolostorkomplexum építését.
1963. december 25-én apátnak nevezték ki, december 30-án Spring bankben benedikálták. 1971. január 11-én hunyt el, egy súlyos szívinfarktus következtében. 1971. január 14-én a kolostortemetőben temették el.

## Főbb műve
- De Christo filio Dei apud S. Ignatium Antiochenum. Roma, 1934.